# Saint-Jacques-des-Guérets
Saint-Jacques-des-Guérets és un municipi francès, situat al departament del Loir i Cher i a la regió de Centre – Vall del Loira. L'any 2007 tenia 85 habitants.

## Demografia

### Població
El 2007 la població de fet de Saint-Jacques-des-Guérets era de 85 persones. Hi havia 41 famílies, de les quals 8 eren unipersonals (4 homes vivint sols i 4 dones vivint soles), 22 parelles sense fills i 11 parelles amb fills.
La població ha evolucionat segons el següent gràfic:
Habitants censats

### Habitatges
El 2007 hi havia 60 habitatges, 39 eren l'habitatge principal de la família, 17 eren segones residències i 4 estaven desocupats. 59 eren cases i 1 era un apartament. Dels 39 habitatges principals, 32 estaven ocupats pels seus propietaris, 6 estaven llogats i ocupats pels llogaters i 1 estava cedit a títol gratuït; 2 tenien una cambra, 4 en tenien dues, 12 en tenien tres, 11 en tenien quatre i 10 en tenien cinc o més. 26 habitatges disposaven pel capbaix d'una plaça de pàrquing. A 22 habitatges hi havia un automòbil i a 13 n'hi havia dos o més.

### Piràmide de població
La piràmide de població per edats i sexe el 2009 era:
| Homes | Edats   | Dones |
| ----- | ------- | ----- |
| 0     | 95 o +  | 0     |
| 0     | 90 a 94 | 0     |
| 0     | 85 a 89 | 0     |
| 0     | 80 a 84 | 8     |
| 8     | 75 a 79 | 4     |
| 8     | 70 a 74 | 4     |
| 0     | 65 a 69 | 0     |
| 4     | 60 a 64 | 4     |
| 4     | 55 a 59 | 0     |
| 0     | 50 a 54 | 0     |
| 0     | 45 a 49 | 0     |
| 0     | 40 a 44 | 0     |
| 0     | 35 a 39 | 0     |
| 0     | 30 a 34 | 8     |
| 8     | 25 a 29 | 0     |
| 0     | 20 a 24 | 0     |
| 0     | 15 a 19 | 0     |
| 0     | 10 a 14 | 0     |
| 0     | 5 a 9   | 0     |
| 0     | 0 a 4   | 0     |

## Economia
El 2007 la població en edat de treballar era de 49 persones, 39 eren actives i 10 eren inactives. De les 39 persones actives 33 estaven ocupades (19 homes i 14 dones) i 7 estaven aturades (2 homes i 5 dones). De les 10 persones inactives 6 estaven jubilades, 1 estava estudiant i 3 estaven classificades com a «altres inactius».
Activitats econòmiques
Dels 2 establiments que hi havia el 2007, 1 era d'una empresa de fabricació d'altres productes industrials i 1 d'una empresa de construcció.
L'únic servei als particulars que hi havia el 2009 era una fusteria.

## Poblacions més properes
El següent diagrama mostra les poblacions més properes.